# Alchemic Dungeons
『Alchemic Dungeons』（アルケミックダンジョンズ）は、日本のインディーゲームスタジオQ-Cumber Factoryが開発したiOS、ニンテンドー3DS用ローグライクゲーム。2019年には、追加要素を含むNintendo Switch、Steam、iOS用ソフト『アルケミックダンジョンズDX』（アルケミックダンジョンズデラックス、英題：Alchemic Dungeons DX）が発売された。

## 概要
能力の異なる様々な操作キャラクターから1人を選択し、プレイごとに構成が変化する複数階層のダンジョンを攻略する。近年のローグライクゲームでは2度目以降のゲームプレイ時に前回プレイ時のレベルや所持アイテムを引き継ぐ要素を含むものもあるが、本作はゲームクリアまたはゲームオーバーの時点でプレイ内容が完結し、次回プレイ時には再び初期状態から始めることになる。
本作の基本システムは、Q-Cumber Factory開発の第1作目として2012年にリリースされたiOS用ソフト『Rogue Ninja』をベースにしている。『Rogue Ninja』はローグライクゲームとして比較的オーソドックスな作りだが、本作では、道中で手に入る様々な素材をもとに武具や補助アイテムの錬成・強化を行う「クラフティングシステム」を特徴に据えている。

## システム
ゲーム開始時に操作キャラクターを選択する。各キャラクターには、HP、ちから（物理攻撃時の基本攻撃力）、きようさ（弓矢攻撃時の基本攻撃力）、ちりょく（魔法攻撃時の基本攻撃力）の4種の数値が割り振られている。
基本システムは一般のローグライクゲームと同様で、プレイヤー側のターンと敵側のターンが交互に繰り返される。操作キャラクターは周囲8方向に移動でき、移動やその場足踏みによりHPが自然回復、ターン経過ごとに空腹度が減少していき0になるとHPが自然減少する。
武具や補助アイテムの錬成に必要な素材は、フィールド上に点在する草、木、岩や宝箱から入手できるほか、倒した敵がまれに落とすこともある。
装備できるアイテムは、武器2種（剣など、弓矢）、防具3種（鎧など、盾など、兜など）、装飾品1種（指輪など）。多くの武器・防具は、魔力を秘めたアイテム「ませき」各種との錬成により1つまたは2つの特殊効果を付加できる。この仕組みを「エンチャント」と呼称している。
HPが0になった時点でゲームオーバーとなり、プレイ結果がランキング形式で記録される。iOS版とニンテンドー3DS版ではレベルや到達階層などの状況を特定の計算式にかけて算出された数値をスコアとして用いているが、『DX』版ではクリアターン数とクリアタイムの2項目を個別に順位化している。

## 操作キャラクター
ファイター、ハンター、ドワーフ、ウィッチは全機種版に含まれ、それ以外のキャラクターは『DX』より追加された。
『DX』では各キャラクターに固有能力が備わっている。
ファイター
固有能力：物理攻撃力 +20％
平均的な能力を持つ。
ハンター
固有能力：30％の確率で矢が壊れない
きようさが非常に高く、HPとちからが低め。
ドワーフ
固有能力：HP回復速度 x1.5
HPとちからが非常に高く、ちりょくが非常に低い。
ウィッチ
固有能力：魔法攻撃力 +20％
ちりょくが非常に高く、HPとちからが非常に低い。
iOS版では、2016年6月2日配信の更新データVer.1.0.2より追加された。
ヴァルキリー
固有能力：回避率 +25％
ちからとちりょくが高めで、きようさが低め。
にんじゃ
固有能力：25％ クリティカル
ちからときようさがやや高めで、ちりょくが低め。
専用装備として、「しのびのかたな」（常に2連続攻撃）と「しのびのふく」（敵攻撃からの回避率が上昇）を身につけている。
Q-Cumber Factoryの過去作『Rogue Ninja』『Ninja Striker!』『Ninja Smasher!』からのゲストキャラクター。
くのいち
固有能力：必中
きようさが高めで、HPとちからが低め。
専用装備として、「くない」（常に2連続攻撃、敵への投擲後に再利用可能）と「くのいちのふく」（敵攻撃からの回避率が上昇）を身につけている。
『Ninja Striker!』『Ninja Smasher!』からのゲストキャラクター。
エルフ
固有能力：矢と杖のクラフト数 +20％
きようさとちりょくが高めで、HPとちからが非常に低い。
よげんしゃ
固有能力：テレパシー、必中
ちから、きようさ、ちりょくが非常に高いが、HPの最大値が1で、レベルアップしても上昇しない。
ダンジョンの1つ「れんきんじゅつしのやかた」のクリア後に選択可能となる。